# Nelsonioideae
Nelsonioideae Pfeiff., 1871 è una sottofamiglia di piante angiosperme appartenenti alla famiglia delle Acanthaceae.

## Etimologia
Il nome della sottofamiglia deriva dal suo genere tipo Nelsonia R.Br., 1810 il cui nome è stato dato in ricordo di un personaggio di nome Nelson. Il nome scientifico della sottofamiglia è stato definito dal botanico e patologo tedesco Ludwig Karl Georg Pfeiffer (Kassel, 4 luglio 1805 – Kassel, 2 ottobre 1877) nella pubblicazione "Nomenclator Botanicus: Nominum ad finem anni 1858 publici juris factorum classes, ordines, tribus, familias, divisiones, genera, subgenera vel sectiones designantium enumeratio alphabetica adjectis auctoribus, temporibus, locis systematicis apud varios, notis literariis atque etymologicis et synonymis /conscripsit Ludovicus Pfeiffer. Cassell. - 1(1): 10. ante 8 Dec 1871" del 1871.

## Descrizione

### Portamento
Il portamento delle specie di questa sottofamiglia è erbaceo perenne e pubescente; a volte è prostrato e radicante ai nodi (sono presenti dei brevi rizomi striscianti o suberetti). In Elytraria il portamento è acaulescente. Nelle varie parti vegetative sono presenti dei glicosidi fenolici spesso in composti iridoidi, alcaloidi e diterpenoidi; non sono presenti cistoliti.

### Foglie

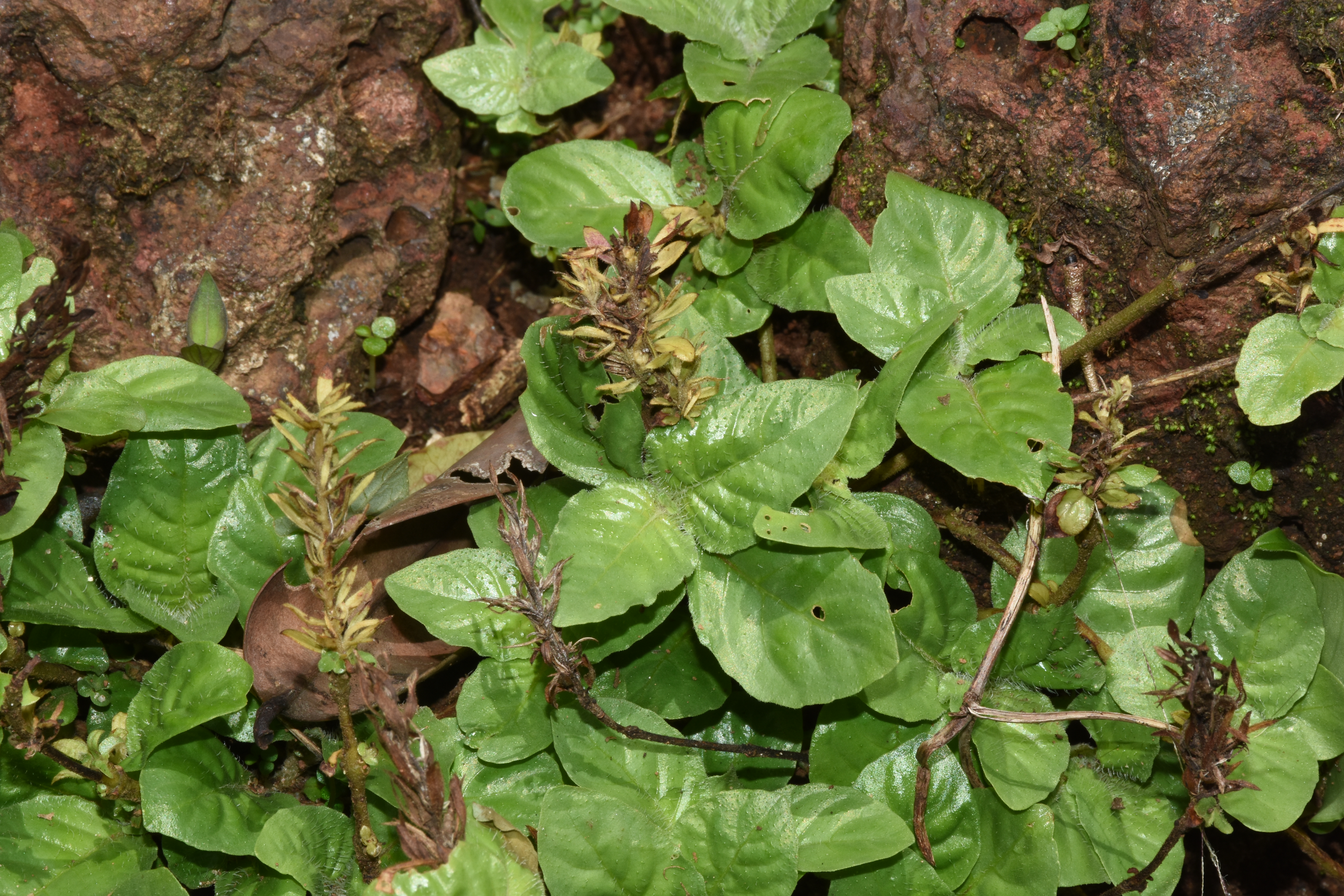
Le foglie
Staurogyne zeylanica

Le foglie lungo il caule hanno un portamento opposto oppure verticillato a 3; sono brevemente picciolate o sessili. La lamina delle foglie è intera a forma ovato-spatolata con margini continui o crenato-dentati e apici ottusi; la parte adassiale si trasforma improvvisamente da ristretta a troncata; a volte la base può essere decorrente. La consistenza della lamina può essere da membranosa a cartilaginea. Le venature della lamina sono molto vistose. I margini possono essere cigliati. In Elytraria sono presenti delle rosette basali.

### Infiorescenze

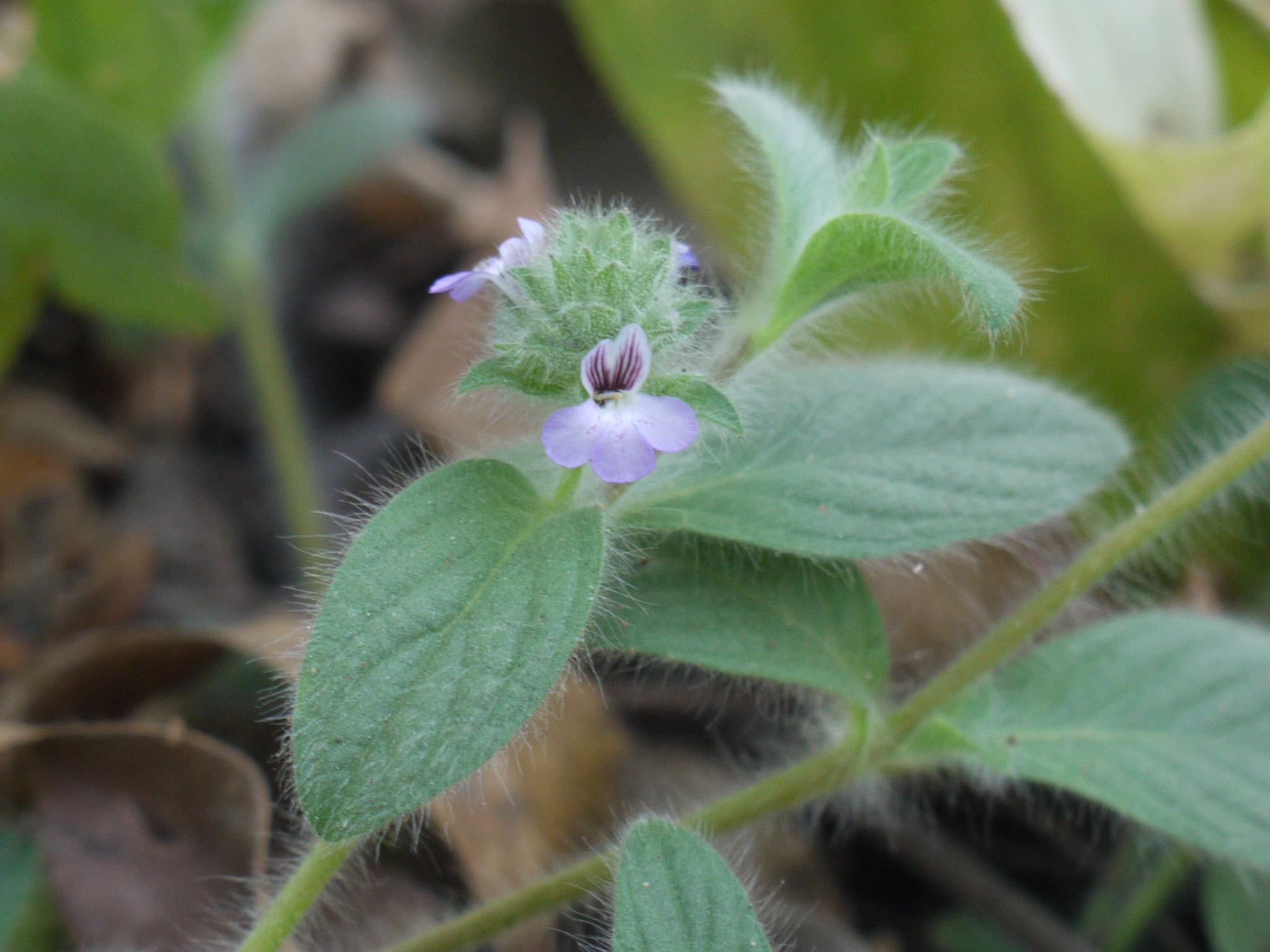
Infiorescenza
Nelsonia canescens

Le infiorescenze sono ascellari o formate da capolini terminali a spiga o a tirso. La forma dell'infiorescenza può essere piramidale, elongata o cilindrica. La disposizione dei fiori è più o meno spiralata oppure subopposta (a volte decussata); sono sessili o pedicellati e sono sottesi da una brattea; in alcune specie sono densamente agglomerati. In altre specie sono presenti più brattee con portamento embricato (strettamente sovrapposte). La forma delle brattee varia da lineare a strettamente ellittica. Le bratteole sono assenti o presenti solamente in alcune specie. In Elytraria le brattee sono alternate con forme ovali e margini membranosi orlati di peli lanosi.

### Fiori
I fiori sono ermafroditi e zigomorfi; sono inoltre tetraciclici (ossia formati da 4 verticilli: calice– corolla – androceo – gineceo) e pentameri (i verticilli del perianzio hanno più o meno 5 elementi ognuno).
- Formula fiorale:[7]

X, K (5), [C (2+3), A 2+2 o 2] G (2/supero), capsula
- Il calice, gamosepalo e zigomorfo, è formato da 4 lobi liberi fin dalla base (5 lobi in Elytraria, Ophiorrhiziphyllon e Gynocraterium). I lobi sono disuguali: se sono 5 quegli adassiali e abassiali sono più grandi; quello laterale è più piccolo; quello anteriore (adassiale) è fessurato apicalmente.

- La corolla, gamopetala, è formata da un tubo snello (a volte si allarga all'apice - tipo imbutiforme) terminante con due labbra (zigomorga). Il labbro inferiore ha 3 lobi, quello superiore 2 lobi. I lobi sono più o meno uguali e discendono da una gemmazione di tipo cocleare. In alcune specie la corolla sub-cleistogama. Il colore della corolla è bianco, celeste, malva o rosso vino.

- L'androceo è formato da 2 stami leggermente inclusi o sporgenti. In Gynocraterium e Staurogyne gli stami sono 4 didinami inclusi. Gli stami sono adnati alla corolla. I filamenti alla base sono pubescenti (altrimenti sono glabri). Le antere hanno due teche con forme subsferiche oppure da ellissoidi a oblunghe e muticate (non appuntite): possono divergere all'apice. La deiscenza è tramite un poro. Gli staminoidi sono assenti o presenti (in Ophiorrhiziphyllon sono presenti due staminoidi). È presente un disco nettarifero. I granuli pollinici in genere sono tricolpoporati.

- Il gineceo è formato da un ovario supero bicarpellare (a due carpelli connati - ovario sincarpico) e quindi biloculare con forme da cilindriche a ovoidali-sferiche. La placentazione in generale è assile. Gli ovuli sono da 8 a 28 (fino a 36 in Staurogyne); ogni loggia (loculo) può contenere da 2 a 4 file di ovuli (per un totale di 6 - 10 o più ovuli per loculo). Gli ovuli possono essere anatropi o campilotropi con un solo tegumento e sono inoltre tenuinucellati (con la nocella, stadio primordiale dell'ovulo, ridotta a poche cellule).[14] Lo stilo è filiforme con un solo stigma a 2 lobi disuguali oppure crateriforme.

### Frutti
I frutti sono delle capsule coniche, oblunghe (o cilindriche) e leggermente a becco. Il retinacolo è assente (i semi non sono portati sul retinacolo). I semi sono numerosi da subsferici a subglobosi, piccoli e appiattiti su una faccia. Possono essere presenti tricomi igroscopici. L'endosperma in genere è presente (contrariamente al resto della famiglia). La deiscenza dei frutti è elastica (derivata dalla particolare placentazione dell'ovario).

## Biologia
Le specie di questo raggruppamento si riproducono per impollinazione tramite insetti quali api, vespe, falene e farfalle (impollinazione entomogama), ma anche tramite uccelli quali colibrì (impollinazione ornitogama). .
La dispersione dei semi avviene inizialmente a causa del vento (dispersione anemocora); una volta caduti a terra sono dispersi soprattutto da insetti tipo formiche (mirmecoria). Sono possibili anche dispersioni tramite animali (disseminazione zoocora).

## Distribuzione e habitat
La distribuzione delle specie di questa sottofamiglia è prevalentemente tropicale sia del Vecchio che del Nuovo Mondo.
| Genere          | Distribuzione                            |
| --------------- | ---------------------------------------- |
| Anisosepalum    | Africa centrale                          |
| Elytraria       | Zone tropicali del Vecchio e Nuovo Mondo |
| Nelsonia        | Zone calde del Vecchio Mondo             |
| Saintpauliopsis | Africa tropicale                         |
| Staurogyne      | Zone tropicali del Vecchio e Nuovo Mondo |

## Tassonomia
La famiglia Acanthaceae comprende 208 generi con oltre 4.500 specie. È soprattutto una famiglia con specie a distribuzione tropicale o subtropicale molte delle quali sono usate come piante ornamentali.  Dal punto di vista tassonomico la famiglia è suddivisa in 4 sottofamiglie (compreso il recente inserimento delle Avicennioideae).

### Generi
La sottofamiglia si compone di 6 generi e 185 specie:

- Anisosepalum E. Hossain, 1972 (3 specie)
- Aymoreana Braz, T.F.Daniel & Kiel, 2021 (1 sp.)
- Elytraria Michx., 1803 (22 spp.)
- Nelsonia R.Br., 1810|| (3 spp.)
- Saintpauliopsis Staner, 1934 (1 sp.)
- Staurogyne Wall., 1830 (155 spp)

Nota: i generi Gynocraterium e Ophiorrhiziphyllon, in base alla ultime ricerche filogenetiche, sono inclusi in Staurogyne.

### Chiave per i generi della sottofamiglia
Nel seguito sono indicati soprattutto i caratteri distintivi tra un genere e l'altro.
- Gruppo 1A: i peduncoli dell'infiorescenza possono essere ricoperti di squame; le brattee hanno una consistenza coriacea e sclerofilla; le venature dei lobi del calice sono poco evidenti; lo stigma è poco diviso e ripiegato (si distende al tatto); i semi sono privi di tricomi igroscopici;

- Elytraria.

- Gruppo 1B:  i peduncoli dell'infiorescenza non sono squamosi; le brattee hanno una consistenza membranosa; le venature dei lobi del calice sono evidenti; lo stigma è bilobo; i semi hanno tricomi igroscopici (ad eccezione di Anisosepalum);

- Gruppo 2A: le infiorescenze sono formate da spighe cilindriche compatte; le bratteole sono assenti mentre le brattee sono presenti solamente sul rachide dell'infiorescenza; le corolle dei fiori sono embricate; gli stami sono 2;

- Nelsonia.

- Gruppo 2B: le infiorescenze non sono formate come sopra; le bratteole sono presenti mentre le brattee sono presenti o sul rachide dell'infiorescenza o fuse con il peduncolo; le corolle dei fiori sono embricate; gli stami sono 4 (raramente con un staminoide);

- Gruppo 3A: il picciolo in genere è più lungo della lama; le brattee sono adnate ai peduncoli dicasiali per la maggior parte della loro lunghezza (sono quindi indistinguibili); la corolla è più o meno pendente e appare più o meno campanulata; le teche delle antere hanno alla base una appendice biforcuta; l'esina del polline si presenta reticolata con delle microverruche;

- Saintpauliopsis.

- Gruppo 3B: il picciolo in genere è più corto della lama; le brattee sono brevemente adnate ai peduncoli dicasiali oppure si trovano sul rachide dell'infiorescenza; la corolla non è pendente e neppure campanulata; le teche delle antere sono prive di appendice; l'esina del polline si presenta liscia;

- Gruppo 4A: la base delle bratteole è adnata al ricettacolo floreale oppure alla base del calice (talvolta le bratteole sono libere); il labbro inferiore della corolla si presenta con un evidente palato; i semi sono privi di tricomi e sono più grandi di 1 mm;

- Anisosepalum.

- Gruppo 4B:  la base delle bratteole non è adnata ma libera; il labbro inferiore della corolla non presenta nessun palato; i semi sono provvisti di tricomi igroscopici e sono più piccoli di 1 mm;

- Staurogyne.

### Filogenesi
La sottofamiglia Nelsonioideae è monofiletica e "basale" al resto della famiglia. La monofilia è supportata, oltre che dalle analisi molecolari del DNA anche dal carattere morfologico condiviso (forse una sinapomorfia): la disposizione cocleare dei lobi della corolla durante la gemmazione. Le Nelsonioideae inoltre sono caratterizzate da sei a numerosi ovuli per loculo.

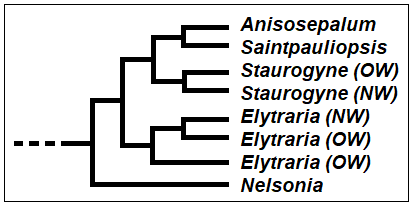
Cladogramma della sottofamiglia

Il cladogramma a lato tratto dallo studio citato e semplificato, mostra l'attuale conoscenza filogenetica del raggruppamento.
All'interno della sottofamiglia si individua in posizione "basale" il genere Nelsonia (monofiletico) che risulta quindi "gruppo fratello" del resto del gruppo (ma anche dell'intera famiglia). In Nelsonia la perdita delle bratteole potrebbe essere un carattere sinapomorfico. Tutti gli altri fiori delle "nelsonioidi" (compresi anche quelli di tutto il resto della famiglia) sono sottesi da due bratteole. Più internamente troviamo due cladi: (1) Elytraria e (2) Staurogyne + [Anisosepalum + Saintpauliopsis].
Sinapomorfie morfologiche per Elytraria sono: i peduncoli squamosi, le brattee coriacee e sclerofille e gli stigmi sensibili al tatto. L'altro clade potrebbe essere caratterizzato dal portamento adnato delle brattee ai peduncoli dicasiali. Senz'altro il portamento adnato delle bratteole alla base dei fiori (il ricettacolo e il calice) è una sinapomorfia per il clade, il "core" della sottofamiglia, formato dai due generi Anisosepalum e Saintpauliopsis.
L'età di formazione questo gruppo è stimata attorno ai 67 milioni di anni fa.